# 149968 Trondal
149968 Trondal este un asteroid din centura principală de asteroizi.

## Descriere
149968 Trondal este un asteroid din centura principală de asteroizi. A fost descoperit pe 11 octombrie 2005 la Nogales, Arizona la Observatorul Tenagra II. Asteroidul prezintă o orbită caracterizată de o semiaxă mare de 2,69 ua, o excentricitate de 0,02 și o înclinație de 2,7° în raport cu ecliptica.